# Кьюзанико
Кьюзанико (итал. Chiusanico) — коммуна в Италии, располагается в регионе Лигурия, в провинции Империя.
Население составляет 607 человек (2008 г.), плотность населения составляет 44 чел./км². Занимает площадь 14 км². Почтовый индекс — 18027. Телефонный код — 0183.
Покровителем коммуны почитается святой первомученик Стефан, празднование 26 декабря.

## Демография
Динамика населения:

## Города-побратимы
- Вилоби-дель-Пенедес, Испания (2003)

## Администрация коммуны
- Официальный сайт: